# Krokgylet (Ringamåla socken, Blekinge)
Krokgylet är en sjö i Karlshamns kommun i Blekinge och ingår i Bräkneån-Mieåns kustområde. Sjön är 4 meter djup, har en yta på 0,0235 kvadratkilometer och är belägen 96 meter över havet.